# صورت (بابل)
صورت، روستایی از توابع بخش بندپی شرقی شهرستان بابل در استان مازندران در ایران است.

## جمعیت
این روستا در دهستان سجادرود قرار دارد و براساس سرشماری مرکز آمار ایران در سال ۱۳۸۵، جمعیت آن ۱۰۱۳ نفر (۲۷۶خانوار) بوده‌است.
روستای صورت اولین روستای بندپی شرقی شهرستان بابل می‌باشد و با روستاهای احمدکلا زریوران مشهدسرا و ابوالحسن‌کلا هم‌مرز می‌باشد.
فاصله این روستا تا شهر بابل ۱۸ کیلومتر می‌باشد و جاده حبیبی که بابل را به بندپی شرقی وصل می‌کند از وسط روستا می‌گذرد
روستا در محوطه شهر باستانی ترجی قرار دارد که در منابع به صورت ترجی، ترنجه، تژیر و تریجه نیز ضبط شده است. به قول مؤلف «حدودالعالم»، توجی قدیم‌ترین شهر مازندران بوده است. بنای این شهر که شهری ساسانی بود و محل آن پیش از آن توران جیر خوانده می‌شد، به فرخان نسبت داده شده است. سرانجام این شهر با قلعه‌اش توسط تیمور لنگ در ۸۸۰ ه‍.ق ویران شد.
بقایای قلعه شاهنشاهی ترجی هم‌اکنون به صورت تپه بین روستای صورت و ابوالحسن‌کلا قرار دارد و به قلعه کتی معروف است.
خندق به جا مانده از شهر ترجی هم‌اکنون در شرق روستا قرار دارد و با نام (دره لو) معروف است و حد فاصل روستای صورت با احمد کلادشت است.
در اوایل دوره رضا خان روستا تحت مالکیت چراغعلی خان (امیراکرم) پسر عموی رضا خان درآمد. پس از مرگ امیر اکرم این روستا به دامادش اسفندیار خان پهلوان به ارث رسید.
شهرک صنعتی رجه بخش از این روستا محسوب می‌گردد که کارگاه‌های زیادی در آن مشغول کار هستند
روستا طبیعتی زیبا دارد و اکثر زمین‌های آن باغ مرکبات است.